# Mercedes Milà
María Mercedes Milà Mencos (Esplugues de Llobregat, Baix Llobregat, 5 d'abril de 1951) és una periodista i presentadora de televisió catalana. Durant la seva carrera ha presentat diversos programes d'entrevistes i debats, i a partir de l'any 2000, diverses edicions de la versió espanyola del concurs Gran Hermano.

## Família
Mercedes Milà és filla de Josep Lluís Milà, II comte de Montseny, neta de Josep Maria Milà i Camps, I comte de Montseny, besneta de Josep Maria Milà i Pi i de Ròmul Bosch i Alsina i rebesneta de Lluís Sagnier.
És germana de Lorenzo Milà i neboda de Miquel Milà, Alfons Milà, Lluís Maria Milà i Leopold Milà i Sagnier. És cosina germana de Leopold Milà i Vidal-Ribas i cosina segona de Lolita Bosch.
També és besneboda d’Alexandre Bosch, Ròmul Bosch i Catarineu, Josep Maria Sagnier i Vidal-Ribas, II marquès de Sagnier, Manuel Sagnier, Ignasi Sagnier, Josep Maria Sagnier i Sanjuanena i Pere Milà.
És rebesneboda d’Enric Sagnier, I marquès de Sagnier, i de Joaquim Sagnier i Villavecchia.
També és cosina d’Álvaro Bultó i d’Ignasi Bultó i tia valenciana de Miki Arpa i Sete Gibernau.

## Programes presentats

### TVE
- Polideportivo (1974-1978), dirigit per Josep Fèlix Pons.
- Dos por dos (1978).
- Buenas noches (1982-1984).
- De jueves a jueves (1986).
- El martes que viene (1990).

### TV3
- Dilluns, dilluns (1988).

### Antena 3
- Queremos saber (1992-1993).
- Más que palabras (1995).
- Sin límites (1998).
- Queremos saber más (2002).

### Telecinco
- Gran Hermano (2000- 2015) (excepte la 3a edició)
- Diario de... (2004 - 2014)
- La Tribu (2009) - Amb Javier Sardà. (Estrena el 17 d'abril de 2009)

## Filmografia
- L'espantataurons (2004) (Veu de Katie Current).